# Mammillaria bocensis
Mammillaria bocensis là một loài thực vật có hoa trong họ Cactaceae. Loài này được Craig mô tả khoa học đầu tiên năm 1945.

## Hình ảnh

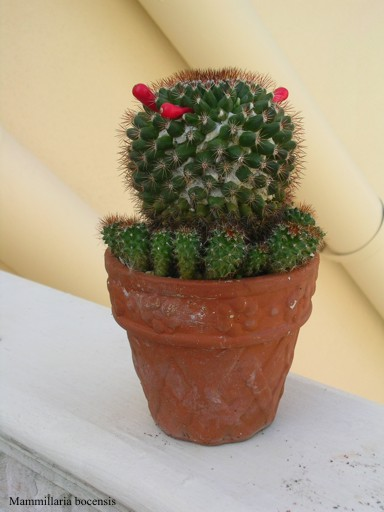